# 前860年代
| 千纪： | 前1千纪 |
| 世纪： | 前10世纪 \| 前9世纪 \| 前8世纪                                                                             |
| 年代： | 前890年代 \| 前880年代 \| 前870年代 \| 前860年代 \| 前850年代 \| 前840年代 \| 前830年代                    |
| 年份： | 前869年 \| 前868年 \| 前867年 \| 前866年 \| 前865年 \| 前864年 \| 前863年 \| 前862年 \| 前861年 \| 前860年 |

## 重要事件及趋势
- 大体相当于周夷王、周厉王时期
- 公元前865年,位于現今叙利亚幼发拉底河畔的一個名為卡尔-卡尔马内瑟（又称泰勒-艾哈迈尔和提尔-巴尔西布）的新赫梯王国被亚述国王阿淑尔纳西尔帕二世征服。

## 逝世
- 前860年：齊胡公（齐国的第6任国君）

## 重要人物
- 燕惠侯